# Anacroneuria intermixta
Anacroneuria intermixta är en bäcksländeart som först beskrevs av Walker 1852.  Anacroneuria intermixta ingår i släktet Anacroneuria och familjen jättebäcksländor. Inga underarter finns listade i Catalogue of Life.